# I-15 (подводная лодка)
I-15 (яп. 伊一五型潜水艦) — японская подводная лодка периода Второй мировой войны.

## Общее описание
Подводные лодки типа «I-15» (типа B1) — дальнейшее развитие подводных лодок подтипа KD6 типа «Кайдай». Лодки типа «I-15» оснащались гидросамолётом (в данном случае Yokosuka E14Y) для ведения разведки в море. Водоизмещение — 2631 т в надводном положении и 3713 т в подводном положении. Главные размерения: длина 108,7 м, ширина 9,3 м и осадка 5,1 м. Рабочая глубина — 100 м.
Главная энергетическая установка состояла из двух дизельных двигателей, каждый из которых при мощности в 6200 л. с. приводил в движение по одному винту. Мощность электромотора, применявшегося для перемещения под водой — 1000 л. с. Максимальная скорость — 23,6 узла на поверхности и 8 узлов под водой. Дальность плавания над водой — 14 тысяч морских миль при скорости 16 узлов, под водой — 96 морских миль при скорости 3 узла.
Подлодка была вооружена шестью носовыми 533-мм торпедными аппаратами и несла на борту до 17 торпед. Артиллерия — 140-мм морское орудие Тип 11-й год и два 25-мм зенитных орудия Тип 96.. В районе капитанского мостика располагался авиаангар, на передней палубе находилась авиационная катапульта.
Тип подводных лодок «I-15» (или «B1») был крупнейшим по числу построенных для японского флота субмарин — было построено 18, из которых до конца войны дожила только субмарина I-36.

## Служба
I-15 была заложена в январе 1938 года на военно-морской верфи города Куре. Спуск на воду состоялся 7 марта 1939 года. 30 сентября 1940 года лодка вошла в состав Японского Императорского Флота. Строилась по 3-й и 4-й программам замещения флота 1937 и 1939 гг. В основу проекта положены лодки типа Kaidal 6e, в состав вооружения которых было включено авиационное оснащение по типу «A1». Лодки нового типа, получившие наименование тип «В», отличалась от предшественниц более плавными обводами корпуса и комплекса «Рубка-ангар». Начиная с тип «В» произошло фактическое слияние крейсерских и эскадренных подводных лодок, поскольку лодки I-15 предназначались как для ведения дальней разведки, так и для действий совместно с главными силами флота.
I-15 действовала у северного побережья острова Оаху во время рейда на Пёрл-Харбор. Её второй военный патруль, в мае и июне 1942 года, застал её на Алеутских островах, где она провела разведку нескольких островов. Третий и последний патруль I-15 состоялся с августа по ноябрь 1942 года, когда она была направлена на Соломоновы острова в южной части Тихого океана для поддержки операции по удержанию Гуадалканала и была потоплена эсминцем «McCalla». Один источник предполагает, что I-15 попала в линкор «Северная Каролина» торпедой 15 сентября 1942 года, но более поздние источники утверждают, что торпеда была выпущена другой подводной лодкой, находящейся в этой области, I-19.